# Heterolocha jobaphegrapha
Heterolocha jobaphegrapha är en fjärilsart som beskrevs av Eugen Wehrli 1924. Heterolocha jobaphegrapha ingår i släktet Heterolocha och familjen mätare. Inga underarter finns listade i Catalogue of Life.